# Circular (direito)
Circular é uma norma jurídica produzida em todos os níveis da administração pública (ou seja, do poder executivo), pela qual o chefe de certa repartição ou departamento define a padronização de condutas e regras. Assim, sua função é uniformizadora, destinando-se aos funcionários de certo setor, que devem conhecê-la amplamente. Daí o nome “circular”, que indica a necessidade de uma correta divulgação entre seus destinatários, devendo “transitar” entre eles.
São empregadas para divulgar assuntos de interesse geral sobre fatos e atos administrativos. Embora de redação única, são dirigidas a destinatários diversos. Podem ser impressas, digitadas, datilografadas, mimeografadas ou fotocopiadas, e sua transmissão pode ser feita por correio, telegrama, fonograma, radiograma, fax ou correio eletrônico.
Possuem caráter obrigatório somente para os subordinados à autoridade expedidora.
Suas partes componentes são:
1. Título (a palavra CIRCULAR), em letras maiúsculas, sigla do órgão que o expede e número, à esquerda da folha.
2. Local e data à direita da folha, e por extenso, na mesma linha do título.
3. Destinatário, após a palavra Para (com inicial maiúscula).
4. Assunto, expressado sinteticamente.
5. Texto paragrafado, contendo a exposição do(s) assunto(s) e o objetivo da Circular.
6. Fecho de cortesia, seguido do advérbio Atenciosamente.
7. Assinatura, nome e cargo da autoridade ou chefia que subscreve a Circular.